# Ctenus tenuipes
Ctenus tenuipes este o specie de păianjeni din genul Ctenus, familia Ctenidae, descrisă de Denis, 1955.
Este endemică în Guinea. Conform Catalogue of Life specia Ctenus tenuipes nu are subspecii cunoscute.